# Mole Mania
Mole Mania (モグラ〜ニャ?, Mogurānya) è un videogioco rompicapo sviluppato e pubblicato da Nintendo nel 1996. Al titolo hanno collaborato Shigeru Miyamoto e Yōichi Kotabe.